# Sulguni

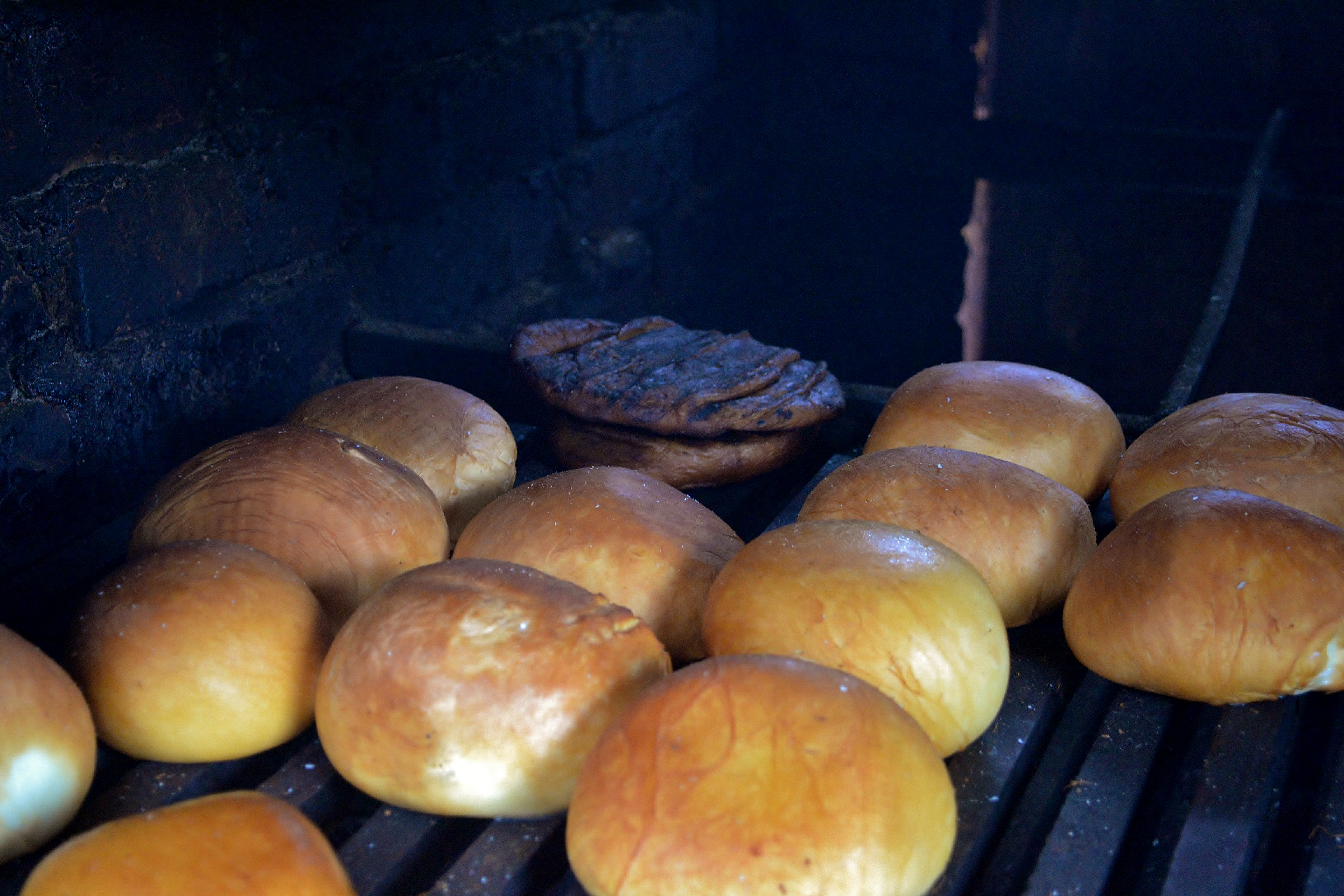
Uzený sýr sulguni z domácí udírny, vesnice Orulu, Svanetie

Sulguni (gruzínsky სულუგუნი) nebo suluguni, či mingrelsky სელეგინ selegin, je typický gruzínský rychle zrající sýr, nakládaný do slaného láku, vyráběný podle tradičního receptu z mléka.
Sulguni má čerstvé, jemné aroma a elastickou konzistenci. Chuť je smetanová a slaná. Je v něm přítomno malé množství otvorů a dutin nepravidelného tvaru. Barva sýra může přecházet od bílé až do světle žluté, je homogenní v celé hmotě. V Gruzii je na trhu prodáván čerstvý ve slaném nálevu, ale i zralý, výrazný a pevnější. Je k dostání i v obchodech s potravinami. Existuje i varianta uzená (gruzínsky sulguni schebolili) stejně jako z mléka buvolího, ovčího nebo kozího.
Typický sýr sulguni má tvar plochých bochánků, silných 2,5 až 3,5 centimetrů. Váží od 0,5 do 1,5 kilogramu a obsahuje 50 % vody a mezi 1 až 5 % soli. Obsah tuku je průměrně 45 %.
Sulguni původně pochází z oblasti Mingrelie na západě Gruzie. Je populární na celém Kavkaze i Rusku. Podle údajů ze 70. let 20. století tvořil sýr sulguni 27 % produkce sýrů v Gruzii. V roce 1987 byl třetím nejoblíbenějším nakládaným sýrem v Sovětském svazu, s podílem 16,5 % (po brynze a sýru z Osetie).
V Gruzii se podává smažený, což má zmírnit jeho vůni, nebo jako příloha pokrmů jako chačapuri nebo lobio. K pečení je krájen na silnější plátky, obalen v mouce a poté vložen na rozpálenou pánev s máslem. Přidáním čerstvých rajčat získá růžovou barvu. V Rusku bývá podlit vajíčky a zapékán v troubě.